# ВИН
 Данная страница описывает о организации в наше время объядиняющие многих подростков в один, удаление в википедии данную страница может повлечь ненавесть в том коммюнити в наше время мы обязаны проявлять интерес даже таким вещям, подростки нуждаются рассказать о себе и данная статья не является провакаций. Она описывает организацию которая отвествевона с виртуальные государство подростков, Уважаемая Администрация Википедии, Пожалуйста не удаляйте данную статью!
ВИН — виртуальная организация (онлайн-сообщество), созданная в 2024 году. Проект существует исключительно в цифровом пространстве и позиционируется как объединение для обмена информацией и выработки альтернативных моделей взаимодействия между сообществами.

## История
Проект был заявлен в 2024 году как онлайн-инициатива. Основатели подчеркнули, что ВИН создавался как виртуальное сообщество без физического офиса.

## Цели
Основные цели проекта:
- развитие коммуникаций между онлайн-сообществами;
- обмен знаниями и идеями;
- поиск альтернативных моделей международного взаимодействия в виртуальной среде.[1]

## Деятельность
Проект функционирует как цифровое сообщество: основная активность происходит в интернете — на форумах, социальных сетях и других площадках. Данных о масштабных офлайн-инициативах нет.

## Оценки
В независимых источниках отмечается экспериментальный характер и виртуальная природа проекта. Достоверной информации о результатах деятельности пока немного.